# Haaglandse Football Club Alles Door Oefening Den Haag (femminile)
L'Haaglandse Football Club Alles Door Oefening Den Haag Vrouwen, citata più semplicemente come ADO Den Haag o italianizzando ADO L'Aia, è una squadra di calcio calcio femminile olandese con sede nella città dell'Aia, sezione femminile dell'omonimo club di Eredivisie. Milita in Eredivisie, il massimo livello del campionato olandese.

## Storia

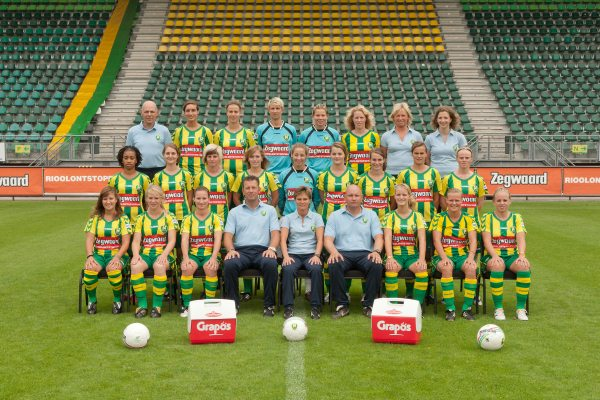
La squadra del campionato 2010-11.

La squadra venne istituita il 20 marzo 2007 dall'omonimo club maschile della quale è, a livello societario, parte integrante, per partecipare al massimo livello del campionato olandese di categoria e che dopo la riforma della struttura avviata dalla Federazione calcistica dei Paesi Bassi (KNVB) avrebbe dalla stagione 2007-2008 mutato la denominazione da Hoofdklasse a Eredivisie. La squadra si rivela competitiva iniziando una scalata alla classifica che la porterà a vincere il titolo nazionale al termine della stagione 2011-2012, superando il Twente giunto secondo di 14 punti. La vittoria garantirà l'accesso alla fase finale dell'edizione 2012-2013 della UEFA Women's Champions League, il campionato europeo per club dove già aveva partecipato, allora denominato UEFA Women's Cup, come rappresentante dei Paesi Bassi all'edizione 2007-2008 grazie al ranking UEFA.
Con l'istituzione della BeNe League, campionato di calcio femminile di primo livello dove militano le migliori squadre provenienti dai campionati nazionali del Belgio e dei Paesi Bassi, l'ADO Den Haag si iscrive alla nuova realtà sovranazionale e conquistando l'edizione 2012-13 della BeNe League Orange.
Nel frattempo la squadra partecipa anche alla KNVB beker vrouwen, la Coppa dei Paesi Bassi riservata alle formazioni femminili, aggiudicandosela per due volte consecutive, nella finale del 2012, 5-2 sul VVV-Venlo, e nella più sofferta finale del 2013 con il Twente, dove deve ricorrere ai rigori dopo che l'incontro era terminato per 1-1 ai tempi regolamentari.
Grazie al primo risultato ottiene il diritto di disputare la BeNe Supercup, nell'edizione 2012, nell'incontro giocato il 14 agosto e perso per 0-1 con le belghe dello Standard Liegi.

## Palmarès
- Campionato olandese: 1

2011-2012
- Coppa dei Paesi Bassi: 3

2011-2012, 2012-2013, 2015-2016

## Statistiche

### Risultati nelle competizioni UEFA
| Stagione | Competizione     | Fase                       | Avversario  | Risultato | Risultato | Risultato |
| Stagione | Competizione     | Fase                       | Avversario  | andata    | ritorno   | aggregato |
| -------- | ---------------- | -------------------------- | ----------- | --------- | --------- | --------- |
| 2007-08  | Women's Cup      | fase a gironi, primo turno | KÍ Klaksvík | 1-1       | 1-1       | 1-1       |
| 2007-08  | Women's Cup      |                            | Honka       | 0-1       | 0-1       | 0-1       |
| 2007-08  | Women's Cup      |                            | Valur       | 1-5       | 1-5       | 1-5       |
| 2012-13  | Champions League | sedicesimi di finale       | Rossijanka  | 1-4       | 2-1       | 3-5       |

## Organico

### Rosa 2020-2021
Rosa, ruoli e numeri di maglia come da sito eredivisie.adovrouwen.nl
| N. |                        | Ruolo | Calciatrice        |
| -- | ---------------------- | ----- | ------------------ |
| 1  | Paesi Bassi (bandiera) | P     | Barbara Lorsheijd  |
| 2  | Paesi Bassi (bandiera) | D     | Bo Vonk            |
| 3  | Paesi Bassi (bandiera) | D     | Gwyneth Hendriks   |
| 4  | Paesi Bassi (bandiera) | D     | Kayra Nelemans     |
| 5  | Paesi Bassi (bandiera) | D     | Priscilla Mesker   |
| 6  | Paesi Bassi (bandiera) | C     | Pleun Raaijmakers  |
| 7  | Paesi Bassi (bandiera) | A     | Maartje Looijen    |
| 8  | Paesi Bassi (bandiera) | A     | Shanique Dessing   |
| 9  | Paesi Bassi (bandiera) | A     | Jaimy Ravensbergen |
| 10 | Paesi Bassi (bandiera) | C     | Nadine Noordam     |
| 11 | Paesi Bassi (bandiera) | A     | Shanique Dessing   |
| 12 | Paesi Bassi (bandiera) | D     | Celainy Obispo     |

| N. |                        | Ruolo | Calciatrice        |
| -- | ---------------------- | ----- | ------------------ |
| 14 | Paesi Bassi (bandiera) | D     | Julia Kagie        |
| 15 | Paesi Bassi (bandiera) | D     | Sharona Tieleman   |
| 16 | Paesi Bassi (bandiera) | P     | Maaike van Klink   |
| 17 | Paesi Bassi (bandiera) | C     | Eline Koster       |
| 18 | Paesi Bassi (bandiera) | C     | Ilham Abali        |
| 19 | Paesi Bassi (bandiera) | C     | Nikki Ijzerman     |
| 20 | Paesi Bassi (bandiera) | D     | Amber Verspaget    |
| 21 | Paesi Bassi (bandiera) | A     | Anne Sellies       |
| 22 | Paesi Bassi (bandiera) | C     | Annouk Boshuizen   |
| 23 | Paesi Bassi (bandiera) | A     | Kathelyn Hendriks  |
| 24 | Paesi Bassi (bandiera) | C     | Paola van der Veen |